# Rosa palustris
Rosa palustris  (лат.) — вид рода Шиповник семейства Розовые.

## Ареал
Растения встречаются в Северной Америке в США в штатах Алабама, Арканзас, Коннектикут, Делавэр, Флорида, Джорджия, Айова, Иллинойс, Индиана, Кентукки, Луизиана, Массачусетс, Мэриленд, Мэн, Мичиган, Миссури, Миссисипи, Северная Каролина, Нью-Гэмпшир, Нью-Джерси, Нью-Йорк, Огайо, Пенсильвания, Род-Айленд, Южная Каролина, Теннесси, Виргиния, Вермонт, Висконсин и Западная Виргиния, а также в Канаде.

## Биологическое описание
Многолетний кустарник. Стебли высокие, от 0,3 до 2,5 метра, с крепкими колючками.
Листья очередные, овальной формы, с мелко зубчатыми краями.
Цветки розового цвета, одиночные или сгруппированные, от 3 до 5,5 см, очень ароматные.
Плоды мясистые, красного цвета. Их поедают птицы и другие дикие животные.
Диплоид.

## В культуре
Зоны морозостойкости: от 3b до более тёплых, согласно другому источнику: 4—9.
В культуре встречается относительно редко. Вид изменчив, даже в США его часто путают с Rosa virginiana Mill. и Rosa carolina L.
При выращивании из семян зацветает на третий год.
Культурные сорта являются популярными декоративными растениями. Выращиваются в низких влажных местах с кислыми почвами.